# La Sentinelle (quotidien suisse)
Pour les articles homonymes, voir La Sentinelle.

La Sentinelle était un quotidien socialiste suisse paru pour la première fois le 7 janvier 1890 et disparu en mai 1971. Son dernier directeur fut René Meylan. Ce journal était celui des socialistes du canton de Neuchâtel et du Jura à l'époque entièrement bernois. Il a fusionné avec Le Peuple (de), organe des socialistes du canton de Vaud et de Genève. Il fut l'un des rares journaux suisses à dénoncer l'extermination des Juifs par l'Allemagne nazie. Pendant la guerre d'Algérie, on a pu lire des articles critiques à l'égard de la politique française en Afrique du Nord. La chronique de Jules Humbert-Droz était suivie par tous ceux qui s'intéressaient au mouvement communiste.
Parmi les grandes signatures, on peut citer celles de Walter Biolley, Charles Naine, Ernest-Paul Graber, Jules Humbert-Droz, Lucien de Dardel, Edmond Privat, Khariton Chavichvily.
La Sentinelle est consultable en ligne (voir Liens externes ci-dessous), ainsi que sur microfilm à la bibliothèque de la ville de la Chaux-de-Fonds.